# Big Bang Theory (Styx)
Big Bang Theory is een muziekalbum van de Amerikaanse band Styx. Styx had behoefte aan een verzetje na de tegenvallende verkoopcijfers van hun album Cyclorama. In Europa lijkt men de band al vergeten, Styx scoort met name in eigen land en Engeland. Big Bang Theory is volgespeeld met composities van anderen.
De eerste schreden voor het album komen tot stand tijdens een festival van Eric Clapton alwaar Styx I Am the Walrus van The Beatles speelt. Het was direct een succes en men maakte er een single van die redelijk scoorde in het buitenland. Om de single te promoten werd een videoclip opgenomen met Chuck Panozzo als The Eggman. Chuck Panozzo is de oorspronkelijke bassist van de band. Uiteindelijk haalt het album de 46e plaats in de Billboard Top 200 Album lijst.

## Musici

### Band
- Tommy Shaw: gitaar en zang
- James Young: gitaar en zang
- Lawrence Gowan: toetsen en zang
- Ricky Phillips: basgitaar
- Todd Sucherman: slagwerk
- Chuck Panozzo: basgitaar op Locomotive Breath.

### Aanvullend
- The Oracle Diva: zang op It Don't Make Sense (You Can't Make Peace) en Wishing Well
- Johnnie Johnson: piano op Blue Collar Man @ 2120
- Koko Taylor: zang op Blue Collar Man @ 2120

## Composities
| track | compositie                                 | componist(-en)                                                         | welke band               | tijd |
| ----- | ------------------------------------------ | ---------------------------------------------------------------------- | ------------------------ | ---- |
| 1     | I am the walrus                            | John Lennon, Paul McCartney                                            | The Beatles              | 4:41 |
| 2     | I can see for miles                        | Pete Townsend                                                          | The Who                  | 4:29 |
| 3     | Can’t find my way home                     | Steve Winwood                                                          | Blind Faith              | 3:25 |
| 4     | It don’t make sense (you can’t make peace) | Willie Dixon                                                           | Wille Dixon              | 4:10 |
| 5     | I don’t need no doctor                     | Nikolas Ashford, Valerie Simpson , Josephine Armstead                  | Ray Charles              | 4:24 |
| 6     | One way out                                | Elmore James, Marshall Sehorn, Sonny Boy Williamson II                 | The Allman Brothers Band | 4:42 |
| 7     | A salty dog                                | Gary Brooker, Keith Reid                                               | Procol Harum             | 4:02 |
| 8     | Summer in the city                         | John Sebastian, Mark Sebastian, Steve Boone                            | The Lovin' Spoonful      | 3:25 |
| 9     | Manic depression                           | Jimi Hendrix                                                           | Jimi Hendrix             | 4:00 |
| 10    | Talkin’ about the good times               | Phil May, Dick Taylor, Wally Alan Waller                               | The Pretty Things        | 3:57 |
| 11    | Locomotive Breath                          | Ian Anderson                                                           | Jethro Tull              | 3:33 |
| 12    | Find the cost of freedom                   | Stephen Stills                                                         | Crosby, Stills & Nash    | 1:04 |
| 13    | Wishing Well                               | Paul Rodgers, Simon Kirke, Testu Yamauchi, Paul Kossoff, John Bendrick | Free                     | 3:39 |
| 14    | Blue collar man @ 2120                     | Tommy Shaw                                                             | Styx                     | 6:30 |

## Bijzonderheid
Op de laatste bladzijde van het boekwerk een overzicht van andere muziekalbums van Styx; de eerste vier ontbreken daarbij.